# Indice dei libri proibiti

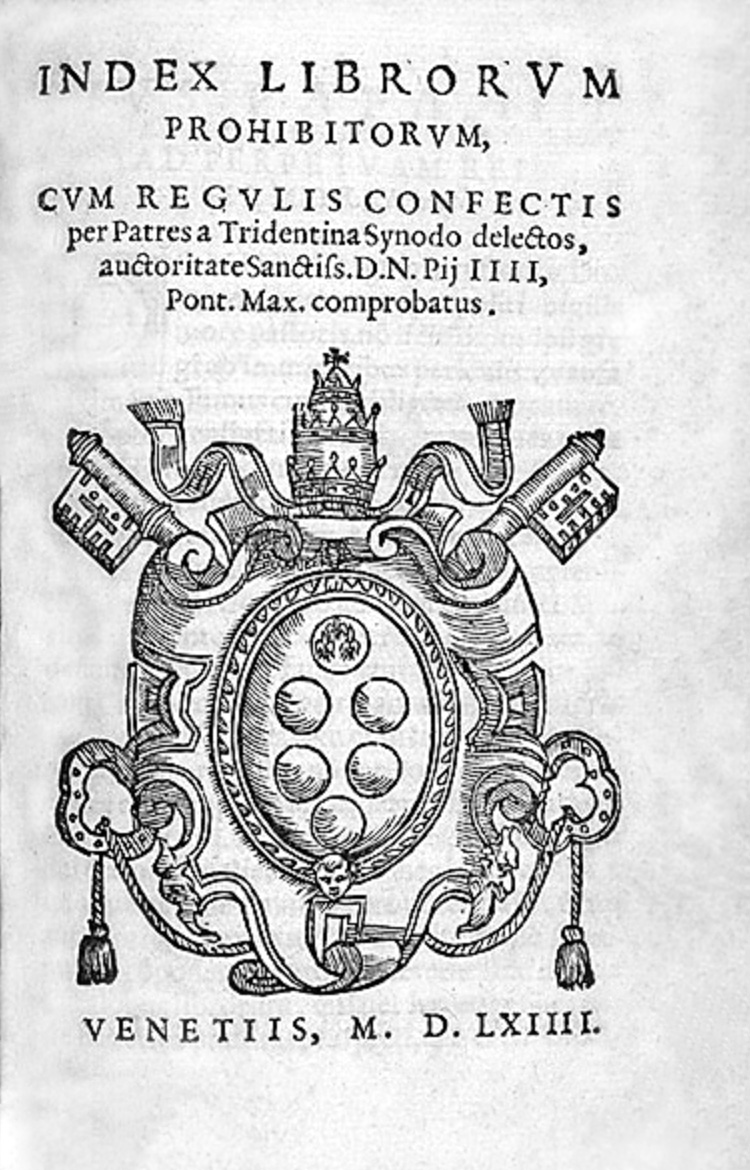
Un'edizione del 1564

L'Indice dei libri proibiti (in latino Index librorum prohibitorum) fu un elenco di pubblicazioni proibite dalla Chiesa cattolica, creato nel 1559 da papa Paolo IV. L'elenco fu tenuto aggiornato fino alla metà del XX secolo e fu soppresso dalla Congregazione per la dottrina della fede il 4 febbraio del 1966. Dal 1571 al 1917 il compito della compilazione del catalogo dei libri proibiti fu di competenza della Congregazione dell'Indice.

## Storia

### I precedenti
Sin dalle sue origini le lotte della Chiesa contro le eresie comportarono la proibizione di leggere o conservare opere considerate eretiche: il primo concilio di Nicea (325) proibì le opere di Ario; papa Anastasio I (399-401) bandì quelle di Origene; nel 405 Innocenzo I scrisse una lista di libri apocrifi, papa Leone I (440-461) proibì i testi manichei.
Il secondo concilio di Nicea (787) stabilì che i libri eretici rinvenuti dovessero essere immediatamente consegnati al vescovo, un altro concilio nell'868 condannò al rogo le opere di Fozio, nel 1140 furono condannate al rogo opere di Pietro Abelardo e Arnaldo da Brescia, nel 1239 il Talmud, e nel 1327 opere di Francesco Stabili. Un concilio a Tolosa nel 1229 giunse a proibire ai laici francesi il possesso di copie della Bibbia; nel 1234 un altro concilio, tenutosi a Tarragona, ordinò il rogo delle traduzioni della Bibbia nelle lingue volgari.
Nel XIV secolo esistevano meccanismi di controllo interno ai monasteri ed alle università, i soli luoghi dove avveniva la circolazione dei libri. In ciascun monastero l'abate era preposto al controllo dell'ortodossia di un'opera, senza l'assenso del quale gli amanuensi non potevano iniziare la copia di un manoscritto. Lo stesso avveniva nelle università che, per tutelare il loro buon nome, valutavano il contenuto degli inediti dei propri docenti prima della loro pubblicazione.
L'invenzione della stampa a caratteri mobili (metà XV secolo) sconvolse una situazione ormai consolidata: un libro, una volta pubblicato, poteva essere ristampato da un qualsiasi editore in una qualsiasi città europea. I criteri di autocontrollo esistiti fino ad allora divennero in poco tempo totalmente inefficaci. Ciò fece sorgere la preoccupazione delle autorità costituite, le quali, dopo un periodo durante il quale guardarono alla stampa con favore, cominciarono a considerare l'invenzione di Gutenberg con sempre maggiore diffidenza.
La Santa Sede fu la prima autorità a muoversi al fine di controllare la circolazione delle opere a stampa. Il suo intento fu quello di bloccare la diffusione di opere potenzialmente eretiche. Il primo provvedimento in questione fu un Breve emanato da papa Sisto IV il 17 marzo 1479. Il successore Innocenzo VIII con la costituzione «Inter multiplices» (17 novembre 1487) fissò le regole che furono fatte osservare dalla Chiesa cattolica fino al Concilio Vaticano II. Esse prevedono:
- un esame previo obbligatorio di tutti gli scritti destinati alla stampa;
- la concessione del permesso di stampa (Imprimatur) soltanto ai libri non contrari alla religione cattolica;
- pene spirituali o pecuniarie a quanti stampano, vendono, leggono o tengono presso di sé libri che violano queste disposizioni;
- la messa al rogo dei libri proibiti[4].

La Santa Sede prese dunque provvedimenti nel tentativo di controllare tutto ciò che veniva stampato. Allo scopo di limitare la diffusione delle opere considerate dannose per i fedeli, la Santa Sede introdusse l'istituto dell'autorizzazione preventiva, ovvero l'obbligo per ogni libro che andava in stampa di ricevere una specifica approvazione. Tale compito spettò ai vescovi, mentre per la sola città di Roma fu riservato al Maestro del Sacro Palazzo, il teologo personale del pontefice.
Le misure di Innocenzo VIII furono ribadite dai successori Alessandro VI (con una bolla dal titolo omonimo Inter multiplices del 1º giugno 1501) e Leone X, il quale emanò la bolla Inter Sollicitudines (4 maggio 1515), per promulgare il decreto della X sessione del Concilio Lateranense V (1513-16) relativo all'autorizzazione preventiva delle opere a stampa.
Nel 1542 papa Paolo III istituì la Sacra Congregazione della romana e universale inquisizione (bolla Licet ab initio del 21 luglio 1542), affidandole il compito di «mantenere e difendere l'integrità della fede, esaminare e proscrivere gli errori e le false dottrine». Il primo presidente della congregazione fu il cardinale Giovanni Pietro Carafa, futuro papa Paolo IV. Si trattò ora di fornire un Indice, cioè una lista, dei libri da evitare che fosse un punto di riferimento per tutta la cattolicità. A muoversi per prime furono le università di Parigi e di Lovanio (nelle Fiandre). La Facoltà di teologia dell'Università di Lovanio pubblicò suoi Indici negli anni 1546, 1550 e 1552. Da parte sua l'Università della Sorbona pubblicò Indici della censura libraria negli anni 1544, 1545, 1547, 1549, 1551 e 1556. In quegli stessi anni alcuni Stati introdussero l'obbligo della licenza di stampa. Nel 1543 il Consiglio dei Dieci della Repubblica di Venezia affidò agli Esecutori contro la Bestemmia il compito di sorvegliare l'editoria, con facoltà di multare chi stampava senza permesso: nel 1549, ad opera di monsignor Giovanni della Casa, fu pubblicato un Catalogo di diverse opere, compositioni et libri, li quali come eretici, sospetti, impii et scandalosi si dichiarano dannati et prohibiti in questa inclita città di Vinegia: l'elenco comprendeva 149 titoli e riguardava per lo più opere tacciate di eresia. Il Consiglio dei Dieci proibiva la pubblicazione delle opere dei teologi protestanti, dei primi riformati italiani che avevano ormai scelto la via dell'esilio (Ochino, Vermigli, Curione, ecc.), dei testi più noti della produzione di area valdese (dal Beneficio di Cristo all'Alfabeto cristiano di Valdés), infine dei classici della polemistica antipapale (come i testi di Marsilio da Padova e le opere di autori coevi residenti in Italia, quali Bernardino Tomitano). Nello stesso periodo l'autorizzazione preventiva alla stampa fu introdotta in altri stati cattolici, come Francia e Spagna.

### Il primo Indice (1559)
Tra i compiti della Santa Inquisizione vi era quello di ispezionare biblioteche pubbliche e private, botteghe di tipografi e librai, ed anche chiese e monasteri per individuare e sequestrare le opere contenenti proposizioni eretiche. Nel 1554 l'Inquisizione veneziana pubblicò il Cathalogus librorum haereticorum contenente l'elenco delle opere proibite nella Repubblica di Venezia. Nel 1555 Gian Piero Carafa, fondatore del Sant'Uffizio, neoeletto pontefice col nome di Paolo IV incaricò i cardinali inquisitori di redigere un Indice ufficiale dei libri proibiti. Il primo Indice, detto "Indice Paolino", fu promulgato con un decreto affisso a Roma il 30 dicembre 1558 e diffuso all'inizio del 1559. Il decreto dell'Inquisizione romana prescriveva, pena la scomunica, «Che nessuno osi ancora scrivere, pubblicare, stampare o far stampare, vendere, comprare, dare in prestito, in dono o con qualsiasi altro pretesto, ricevere, tenere con sé, conservare o far conservare qualsiasi dei libri scritti e elencati in questo Indice del Sant'Uffizio». L'elenco dei libri proibiti (Cathalogus librorum Haereticorum) era diviso in tre parti: 
1. autori non cattolici: di essi erano proibite tutte le opere (circa 600 nomi)[10];
2. libri (conteneva 126 titoli di 117 autori);
3. opere anonime (l'elenco comprendeva 332 opere).

Al termine di questo elenco furono aggiunte due liste. La prima elencava 45 edizioni proibite della Bibbia, oltre a tutte le Bibbie nelle lingue volgari, in particolare le traduzioni tedesche, francesi, spagnole, italiane, inglesi e fiamminghe. La seconda era formata dai nomi di 61 tipografi (prevalentemente svizzeri e tedeschi): di essi erano proibiti tutti i libri, anche quelli riguardanti argomenti non religiosi, in qualsiasi lingua e di qualsiasi autore; questa disposizione aveva l'obiettivo di scoraggiare gli editori a pubblicare autori protestanti di lingua tedesca. Infine si proibivano intere categorie di libri, come quelli di magia cerimoniale.
Tra i libri inizialmente proibiti vi erano:  il Talmud, tutte le opere di Luciano di Samosata, di Agrippa di Nettesheim, di Ortensio Lando, di Guglielmo di Ockham, Il Principe di Niccolò Machiavelli, Il Novellino di Masuccio Salernitano, il Decameron di Giovanni Boccaccio e il De Monarchia di Dante Alighieri.
La vastità del provvedimento incontrò subito l'opposizione dei librai e dei tipografi, che lo giudicarono estremamente severo. Persino alcuni membri del Collegio cardinalizio espressero dei dubbi sulla sua efficacia. Lo testimonia la lettera del 27 gennaio 1559 diretta all'inquisitore di Genova, con la quale il commissario Michele Ghislieri (futuro papa Pio V) espresse le sue riserve su alcune specie di proibizioni:
Il papa recepì il decreto dell'Inquisizione romana con la bolla Cum ex apostolatus officio, pubblicata il 15 marzo 1559. Gian Pietro Carafa, che da cardinale era stato il primo presidente della Santa Inquisizione, attribuì a quest'ultima e alla sua rete locale l'applicazione delle proibizioni. Fino ad allora il ruolo di censori era stato svolto dai vescovi, ciascuno dotato di autonomia nella propria diocesi. Con questo provvedimento, il potere censorio fu centralizzato ed affidato unicamente all'Inquisizione.
Nello stesso anno 1559 la Santa Sede ammorbidì le norme censorie (Instrucio circa Indicem) introducendo lo strumento detto expurgatio. I libri di autori cattolici tradotti o curati da eretici potevano essere ugualmente permessi purché emendati dai loro nomi e cancellando nel testo eventuali aggiunte o correzioni da loro apportate. La Congregazione dell'Indice invitava quindi l'autore a riprendere in mano il libro condannato donec corrigatur (letteralmente: «[proibito] finché non sia stato corretto») affinché emendasse l'opera di quei passi indicati come eretici.

### L'Indice Tridentino (1564)
Il secondo elenco (Indice Tridentino o Index librorum prohibitorum a Summo Pontifice) venne pubblicato durante l'ultima sessione (la XXV) del Concilio di Trento. Recependo un'indicazione del Concilio, papa Pio IV (1559-1565) fece rivedere e aggiornare l'Indice e il 24 marzo 1564 pubblicò la costituzione Dominici gregis custodiae, con la quale approvò il nuovo Indice proibendo la lettura dei libri ivi contenuti. Il nuovo Indice constava di due parti: nella prima erano elencati dieci principi generali che specificavano le categorie di cui si componeva l'Indice; la seconda parte conteneva l'elenco dei libri proscritti.
A differenza dell'Indice Paolino, l'Indice Tridentino venne applicato in quasi tutta l'Italia e in gran parte dell'Europa. La Spagna applicò anche l'indice redatto dall'Inquisizione locale, provvista di pieni poteri già dal 1559. Papa Pio V istituì nel 1571 la "Congregazione dell'Indice", per tenere aggiornato l'Indice e reinviarlo periodicamente alle sedi locali dell'Inquisizione, da dove veniva diffuso presso tutti i librai. Pio IV introdusse la distinzione tra libri eretici e libri proibiti non eretici, sottomettendo alla giurisdizione vescovile chi avesse letto o posseduto consapevolmente questi ultimi.
Nel 1580 a Parma venne redatto uno dei tanti indici locali; vi compaiono, tra gli altri, Ludovico Ariosto, Thomas Erastus, Luigi Alamanni, Pietro Bembo, Domenico Burchiello, Matteo Bandello, Giovanni Sabadino degli Arienti, Giovanni Fiorentino, Giovanni Francesco Straparola, Agnolo Firenzuola, Francesco Sansovino, Arnaldo da Brescia, Arnaldo da Villanova, Gerolamo Cardano, Gasparo Contarini, Anton Francesco Doni, Erasmo da Rotterdam, Lattanzio Firmiano, Olimpia Fulvia Morata, Ortensio Lando, Simone Porzio.

### Dal XVII al XX secolo

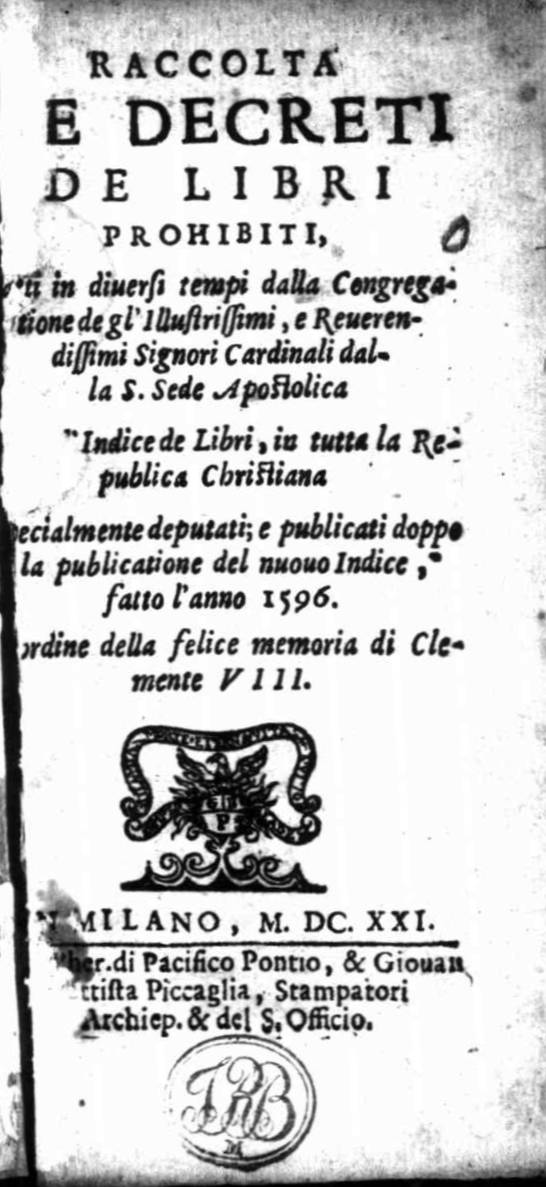
Edizione del 1621 dell'Indice

Oltre a quello della Congregazione, Indici particolari continuarono a venir redatti anche dalla Santa Inquisizione sotto i pontefici successivi: le due istituzioni furono spesso in conflitto in merito alla giurisdizione sulla proibizione dei libri. Talora i vescovi si opposero al potere dato all'Inquisizione in questo campo. Nel 1596, sotto papa Clemente VIII venne redatta una versione aggiornata dell'indice (Indice Clementino), che aggiunse all'elenco precedente pure opere registrate solo in altri indici europei successivi al 1564. Lo stesso pontefice modificò la regola del donec corrigatur (vedi Supra) stabilendo che non doveva più essere l'autore a ritrattare i propri contenuti, ma doveva essere la Congregazione ad offrire all'autore la possibilità di chiarire quanto aveva scritto; la trattativa doveva svolgersi in segreto, a tutela dell'onorabilità dell'autore.
La condanna ecclesiastica ebbe forti conseguenze culturali e le "espurgazioni", a volte neppure dichiarate, potevano arrivare a stravolgere il pensiero originario dell'autore. Specie a partire dal 1616 si cominciò a bandire le opere di astronomia di Niccolò Copernico, inserito negl'Indici fino a Ottocento inoltrato.Dalla fine del Cinquecento, vari scrittori cattolici, come Torquato Tasso, iniziarono ad autodenunciarsi; mentre l'attività dei librai diventò difficile per le richieste di permesso e i pericoli di confisca.
Le "patenti di lettura", tuttavia, che in teoria avrebbero dovuto essere rilasciate solo a studiosi cattolici di provata fiducia da parte del Santo Uffizio e durare solo per tre anni, col trascorrere del tempo, a partire dalla seconda metà del XVII secolo, poterono ottenersi più facilmente e per una durata illimitata. Dopo la metà del XVII secolo, di fatto in alcuni Stati europei la Santa Inquisizione cessò di perseguire la semplice detenzione di libri proibiti . Nel 1758 papa Benedetto XIV semplificò le norme da seguire per la condanna dei libri (costituzione Sollicita ac provida, 9 luglio 1753); fu inoltre cancellato il divieto di lettura della Bibbia cattolica tradotta dal latino nelle lingue nazionali.
Leone XIII riscrisse norme in base alle quali una lettura fosse da ritenersi proibita (costituzione Officiorum ac munerum del 25 gennaio 1897); tali norme entrarono immediatamente nell'allora Codice di Diritto Canonico (Codex iuris canonici) dal canone 1385, nel Titolo XXIII: «Censura preliminare dei libri e il loro divieto». In esso veniva stabilita la pena della scomunica «per coloro che pubblicano libri di apostati, eretici e scismatici, che propugnano l'apostasia, l'eresia e lo scisma, e anche coloro che difendono o, senza permesso, leggono [...] tali libri o altri libri proibiti nominativamente»; tale provvedimento spettava alla Santa Sede. Incorrevano nella scomunica semplice «autori ed editori che, senza la dovuta licenza, fanno stampare i libri della Sacra Scrittura o note ovvero commenti a essi».
A partire dal 1917 le competenze per la compilazione e l'aggiornamento dell'indice tornarono all'Inquisizione (ribattezzata nel 1908 Sant'Uffizio) che introdusse nell'Indice opere fasciste (Il Catechismo del balilla), razziste (Il Razzismo di Giulio Cogni) e nazionalsocialiste (Il mito del XX secolo di Alfred Rosenberg ed altri).
Nei suoi quattro secoli di vita, l'Indice venne aggiornato almeno venti volte (l'ultima volta nel 1959: Index Additus Librorum Prohibitorum, typis polyglottis vaticanis) e fu definitivamente abrogato in seguito alle riforme del Concilio Vaticano II, il 15 novembre 1966, sotto papa Paolo VI.

## Scopo dell'Indice
Secondo il diritto canonico, le forme di controllo sulle opere a stampa dovevano essere principalmente due: la prima, di approvazione, volta a concedere il classico imprimatur ai libri redatti da cattolici su tematiche riguardanti la morale o la fede; una seconda, di condanna, per volumi che si ritiene mettano in circolazione idee erronee: quest'ultima prevedeva l'inserimento di tali opere nell'Indice.
L'elenco dell'Indice comprende nomi della letteratura, della scienza e, della storiografia e della filosofia, fra gli altri: Francesco Bacone, Honoré de Balzac, Henri Bergson, George Berkeley, Cartesio, D'Alembert, Simone De Beauvoir, Daniel Defoe, Denis Diderot, Alexandre Dumas e suo figlio, Gustave Flaubert, Ferdinand Gregorovius, Thomas Hobbes, Victor Hugo, David Hume, Immanuel Kant, Jean de La Fontaine, Ernst von Lasaulx, John Locke, Montaigne, Montesquieu, Blaise Pascal, Pierre-Joseph Proudhon, Jean-Jacques Rousseau, George Sand, Spinoza, Stendhal, Voltaire, Émile Zola.
Tra gli italiani – scienziati, filosofi, pensatori, poeti, economisti, storiografi – vi sono Vittorio Alfieri, Pietro Aretino, Cesare Beccaria, Ernesto Buonaiuti, Giordano Bruno, Benedetto Croce, Gabriele D'Annunzio, Antonio Fogazzaro, Ugo Foscolo, Galileo Galilei, Antonio Genovesi, Giovanni Gentile, Giulio Cesare Vanini, Pietro Giannone, Vincenzo Gioberti, Francesco Guicciardini, Giacomo Leopardi, Niccolò Machiavelli, Giovan Battista Marino, Piero Martinetti,  Enea Silvio Piccolomini (papa Pio II), Antonio Rosmini, Girolamo Savonarola, Luigi Settembrini, Niccolò Tommaseo, Pietro Siciliani, Pietro Verri.
Tra gli ultimi ad entrare nella lista: Simone de Beauvoir, Aldo Capitini, Alberto Moravia, André Gide, Jean-Paul Sartre e Alfred Rosenberg.

## Edizioni dell'Indice dei libri proibiti
L'elenco fu pubblicato più di quaranta volte. Le edizioni più note furono:
- 1559 (Paolo IV), la prima ufficiale
- 1564 (Pio IV)
- 1596 (Clemente VIII)
- 1607 (Paolo V)
- 1663 (Alessandro VII)
- 1711 (Clemente XI)
- 1758 (Benedetto XIV)
- 1820 (Pio VII)
- 1841 (Gregorio XVI)
- 1851 (Pio IX)
- 1881 e 1900 (Leone XIII)
- 1930 (Pio XI)
- 1940 e 1948 (Pio XII)
- 1959 (Papa Giovanni XXIII)